# Ockenheim
Ockenheim ist eine Ortsgemeinde und eine Ortschaft im Landkreis Mainz-Bingen in Rheinland-Pfalz. Sie gehört der Verbandsgemeinde Gau-Algesheim an.

## Geographie
Der Weinort liegt in Rheinhessen ca. 5 Kilometer südöstlich von Bingen am Rhein. Der Binger Stadtteil Dromersheim grenzt südlich an Ockenheim. Östlich der Gemeinde liegt Gau-Algesheim.
Zu Ockenheim gehört auch die Wohnplätze Kloster Jakobsberg und Auf dem Steinbiegel.

## Geschichte

### Mittelalter

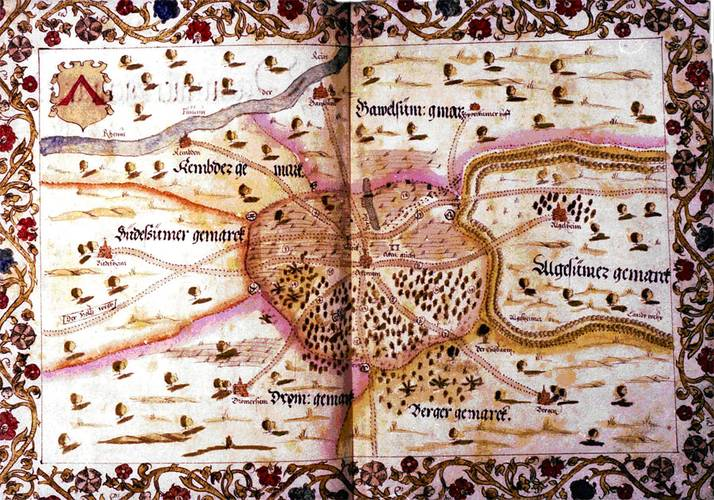
Gottfried Mascop: Gemarkungsplan Ockenheim von 1577

Die älteste erhaltene Erwähnung des Ortes stammt von 823. Im Hochmittelalter gehörten die meisten Flächen in Ockenheim Kloster Prüm, die Pfarrkirche jedoch dem St. Andreasstift in Köln. Ockenheim war seit spätestens 893 vorwiegend kurmainzisch. 1325 vertauschte das Kölner Stift seine Patronatsrechte u. a. in Ockenheim gegen Patronatsrechte des Mainzer Liebfrauenstifts (St. Maria ad Gradus in Mainz auch B.M.V., Mariengreden oder Maria ad gradus genannt) nahe Köln. Das Mainzer Liebfrauenstift hielt wesentliche Anteile am Grundbesitz des Ortes und sorgte im Gegenzug für die seelsorgerische Betreuung.

### Frühe Neuzeit
Insbesondere nach dem Dreißigjährigen Krieg kam es seinen Pflichten in kaum einer Weise noch nach, so dass die Pfarrkirche – seit dem Frühmittelalter an der Stelle des heutigen Friedhofes – baufällig wurde und blieb. Der Mainzer Kurfürst ließ wie in jedem Ort im nördlichen Rheinhessen einen Burgus errichten – in Ockenheim im Leger am heutigen Antoniuskapellchen/Beginn des Fahrradweges nach Gau-Algesheim. Der Ortskern verlagerte sich von dem Bereich der heutigen Gaulsheimer Straße ('Insel') mehr zur heutigen Bahnhof- und Alleestraße. Hier wurde im 17. Jahrhundert eine Marienkapelle erbaut, die die Ockenheimer als Ersatzkirche benutzten. Als die Kapelle zu klein wurde und vom Liebfrauenstift keine Unterstützung zu erwarten war, wurde die Marienkapelle vergrößert und zur Pfarrkirche (1774).

### Neuzeit
Nach der Einnahme des linken Rheinufers durch französische Revolutionstruppen wurde die Region 1793 von Frankreich annektiert.
Verzögert durch die Koalitionskriege wurde die Annexion erst nach 1797 konsolidiert, Ockenheim gehörte ab 1798 zum Département Donnersberg und dem dortigen Kanton Bingen. Gerichtlich war im Bereich des Kantons für die Zivilgerichtsbarkeit das Friedensgericht Bingen zuständig, für die Angelegenheiten der freiwilligen Gerichtsbarkeit bestanden Notariate.
Aufgrund 1815 auf dem Wiener Kongress getroffener Vereinbarungen und eines 1816 zwischen dem Großherzogtum Hessen, Österreich und Preußen geschlossenen Staatsvertrags kam Rheinhessen, und damit auch Ockenheim, zum Großherzogtum Hessen, das dieses neu erworbene Gebiet als Provinz Rheinhessen organisierte. Nach der Auflösung der Kantone in der Provinz 1835 lag Ockenheim im neu errichteten Kreis Bingen.
Das bis dahin für Ockenheim zuständige Friedensgericht Bingen wurde 1879 aufgelöst und durch das Amtsgericht Bingen ersetzt.
Nach dem Zweiten Weltkrieg gehörte die Gemeinde zur französischen Besatzungszone und wurde 1946 Teil des neu gebildeten Landes Rheinland-Pfalz.
Durch die Erschließung neuer Wohngebiete und eines Gewerbegebietes wuchs der Ort und die ursprüngliche Siedlungsform Ockenheims wurde verändert. Die Einwohnerzahl wuchs von rund 1.450 Ende der 1960er-Jahre auf über 2.600 zum Jahresende 2018.

## Politik

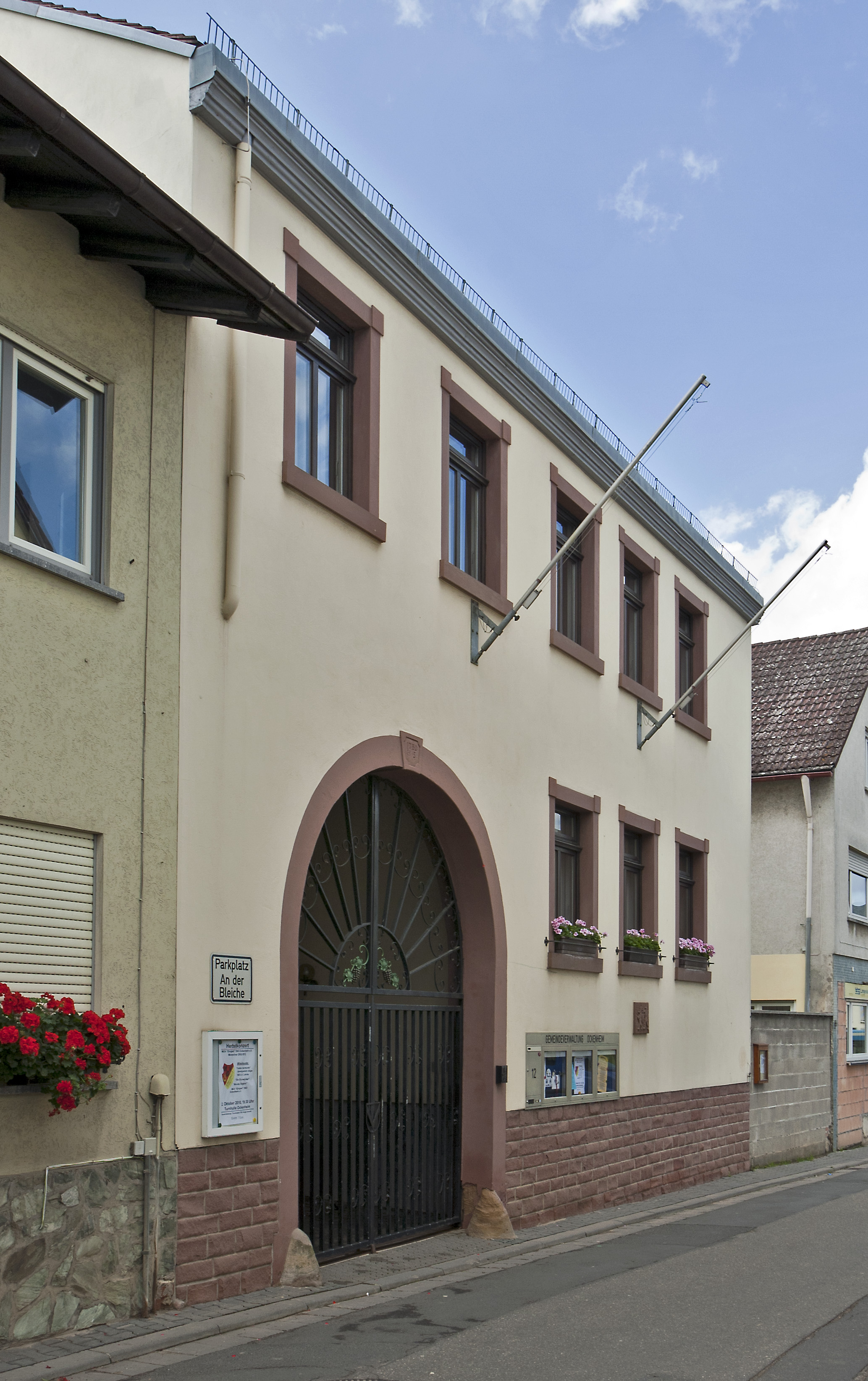
Das Rathaus in Ockenheim

### Gemeinderat
Der Gemeinderat in Ockenheim besteht aus 20 Ratsmitgliedern (bis 2019 waren es 16 Mitglieder, die Erhöhung ergab sich nach rheinland-pfälzischem Wahlrecht durch die steigende Einwohnerzahl), die bei der Kommunalwahl am 9. Juni 2024 in einer personalisierten Verhältniswahl gewählt wurden, und der ehrenamtlichen Ortsbürgermeisterin als Vorsitzender.
Die Sitzverteilung im Gemeinderat:
| Wahl | SPD | CDU | FDP | BWO | Gesamt   |
| ---- | --- | --- | --- | --- | -------- |
| 2024 | 1   | 11  | –   | 8   | 20 Sitze |
| 2019 | 2   | 11  | –   | 7   | 20 Sitze |
| 2014 | 1   | 10  | –   | 5   | 16 Sitze |
| 2009 | 2   | 8   | 1   | 5   | 16 Sitze |
| 2004 | 5   | 7   | –   | 4   | 16 Sitze |

- BWO = Bürgerliche Wählergruppe Ockenheim e. V.

### Bürgermeister
Ortsbürgermeisterin ist seit ihrer Amtseinführung am 10. Juli 2024 Sabine Maidhof (CDU). Sie war bei der Direktwahl am 9. Juni 2024 mit einem Stimmenanteil von 74,7 % ohne Gegenkandidaten gewählt worden. Sie folgt Arnold Müller (CDU), der bei dieser Wahl nicht mehr antrat. Er war seit 2009 Ortsbürgermeister gewesen.

### Gemeindepartnerschaften
- Italien: Povegliano Veronese in der Provinz Verona, seit 1990

## Verkehr

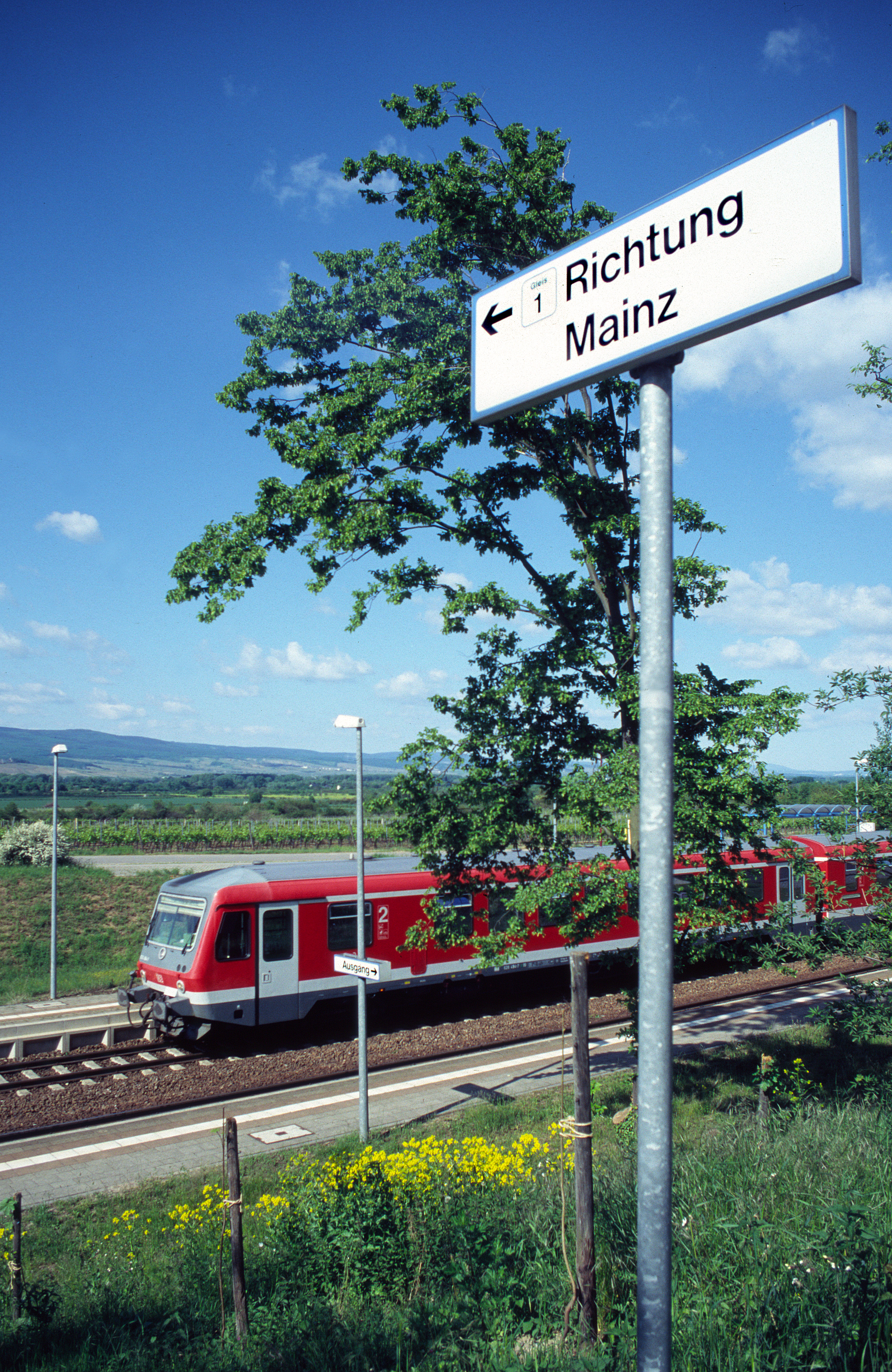
Bahn-Haltepunkt Ockenheim (2004)

Die Gemeinde ist verkehrsgünstig an der A 60 und nahe der A 61 gelegen. Die L420 (ehemals B41) durchquert den Ort.
Der Haltepunkt an der Bahnstrecke Gau Algesheim–Bad Kreuznach wurde im November 1996 wiedereröffnet, nachdem Ockenheim 1902 erstmals eine Bahnanbindung erhielt und diese 1978 stillgelegt worden war. Hier halten stündlich Züge der von Vlexx betriebenen Regionalbahn-Linie RB 33 zwischen Mainz und Idar-Oberstein. Ockenheim ist darüber hinaus über die Buslinie 603 Stadtbusnetz der Stadt Bingen am Rhein eingebunden. Die KRN-Linie 235 verbindet Ockenheim mit dem Binger Stadtbahnhof sowie den Gemeinden Gensingen und Langenlonsheim.

## Bildungseinrichtungen
- Gemeindekindergarten
- Kath. Kindergarten St. Christophorus
- Grundschule Ockenheim

## Freizeit- und Sportanlagen
Das Sportgelände „Auf dem Kissel“ wurde 1990 eingeweiht. Seither kamen unter anderen ein Sportlerheim, Tennisplätze, eine Grillhütte, ein Boulefeld und ein Beachvolleyballplatz hinzugefügt.
2013 wurde der alte Tennenplatz auf dem Fußballfeld durch Kunstrasen ersetzt.

## Kultur und Sehenswürdigkeiten
- Burg nordöstlich vor dem Dorf gelegen, mit Wall und tiefem Graben, hatte im Mittelalter Burgmannschaft[18]

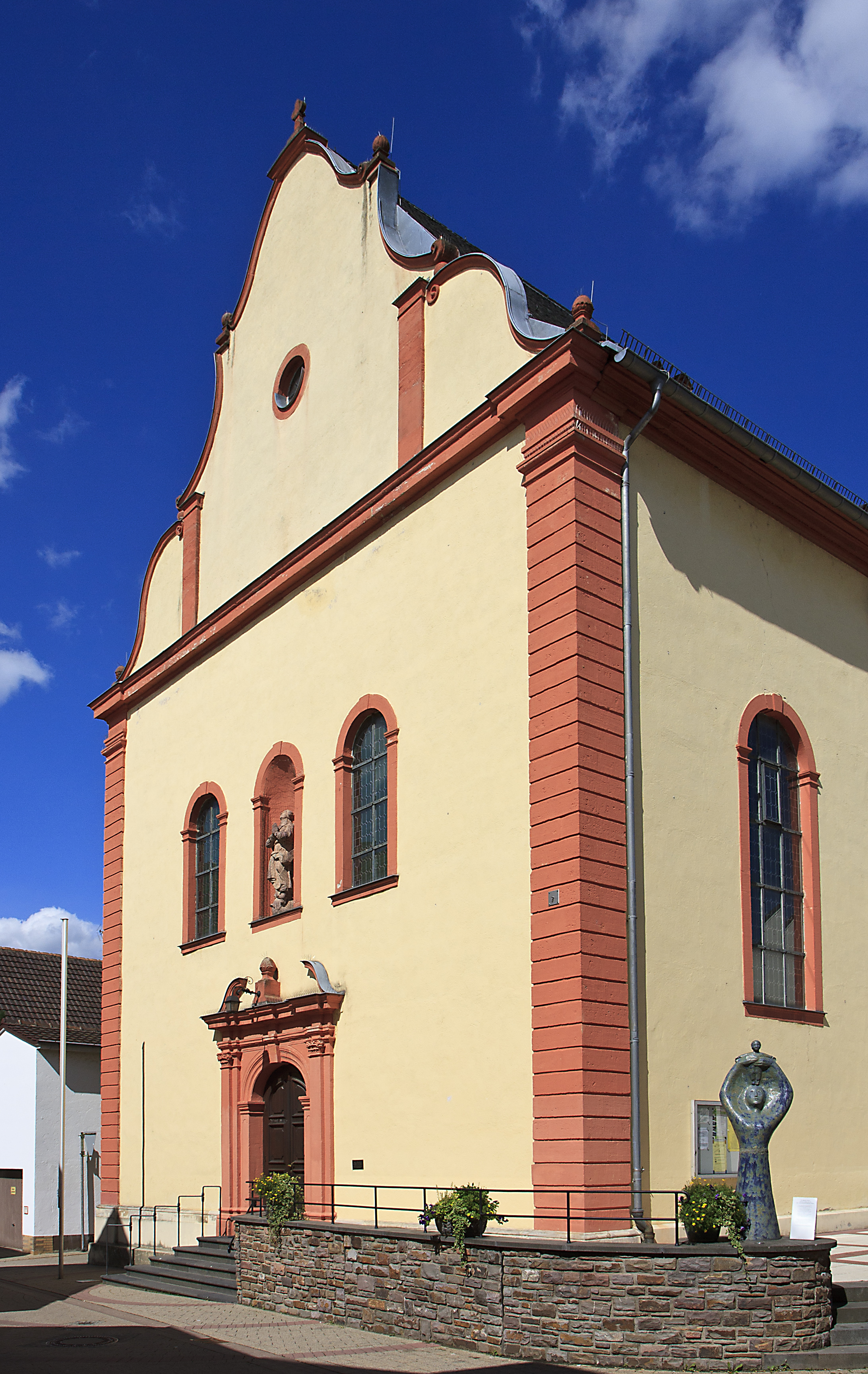
Katholische Kirche St. Peter und Paul

- Das Kloster Jakobsberg auf dem gleichnamigen Berg liegt bei Ockenheim.
- Weinbau
- Naturdenkmal Ockenheimer Rosskastanie aus dem Jahre 1648
- Kirche St. Peter & Paul, erbaut 1774
- Friedenskreuz auf dem 'Ockenheimer Hörnchen' von 1952

Siehe auch: Liste der Kulturdenkmäler in Ockenheim

## Persönlichkeiten

### Töchter und Söhne der Gemeinde
- Heinrich von Ockenheim, 1228 genannt[18]
- Wilhelm Ockenheim genannt Ingelheim, genannt 1452 und 1465[19]
- Heinrich Selzen von Ockenheim, 1314 von dem Mainzer Erzbischof Peter von Aspelt zum Burgherrn aufgenommen[18]

### Personen in Verbindung mit Ockenheim
- Thomas Feser (* 1965), Oberbürgermeister der Stadt Bingen am Rhein, wuchs in Ockenheim auf